# Wedel
Wedel är en stad i Kreis Pinneberg i förbundslandet Schleswig-Holstein i norra Tyskland. Staden ligger vid floden Elbe, omkring 17 km väster om Hamburg. Folkmängden uppgår till cirka 35 000 invånare.

## Vänorter
Wedel har följande vänorter:
- Caudry, Frankrike, sedan 1985
- Makete, Tanzania
- Wolgast, Tyskland